# Hella van der Wijst
Wilhelmina Jacoba Maria (Hella) van der Wijst (Veghel, 2 december 1964) is een Nederlands presentatrice, verslaggeefster, programmamaker, (eind)redacteur en regisseur. Van der Wijst was ambassadeur voor Vastenaktie, de Nationale Sportweek en de Vereniging mensen met Brandwonden. Hella is ambassadeur van de stichting "Met je hart" en sinds 2023 van de Megawandelmarathon van Stichting Het Gehandicapte Kind.

## Biografie
Van der Wijst studeerde in 1991 af aan de Academie voor de Journalistiek in Tilburg, waarna ze kort geschiedenis studeerde. Hierna werkte ze als radioverslaggeefster bij diverse omroepen, was ze eindredacteur van een regionaal weekblad, zat ze in redacties van diverse tv-programma's en maakte ze diverse tv-series als regisseur of eindredacteur.
Voor de RKK werd ze in 1992 vaste verslaggever bij Kruispunt-tv waar ze onder meer reportages maakte tijdens de Bosnische Burgeroorlog. Haar bekendheid bij het grote publiek kwam door het tv-programma KRO De Wandeling, waarin zij tussen 2003 en 2012 al wandelend bekende en minder bekende Nederlanders interviewde. Vanaf 2005 maakte ze voor dezelfde omroep jaarlijks de reportageserie Het gevoel van de Vierdaagse, over de Nijmeegse Vierdaagse. Ook regisseerde ze in 2006 het programma Dochters + Moeders van de KRO. In 2009 maakte ze het tv-programma De wereld op zijn kop, waarvoor ze met een 'nieuwe Nederlander' afreisde naar het geboorteland dat hij of zij ooit ontvluchtte. In 2013 was ze presentator bij het KRO-actualiteitenprogramma Brandpunt. 
Van 2003 tot 2014 had Van der Wijst ook een column in het tv-blad KRO Magazine. In mei 2006 kwam haar eerste boek uit onder de titel Hella's Voetsporen. Sinds 2013 schrijft ze maandelijks een levensverhaal in Plus Magazine en een column op wandel.nl.
In 2015 maakte Van der Wijst de overstap naar EO/IKON. Eind maart van dat jaar werd ze daar onder meer een van de presentatoren van het dagelijkse tv-programma Geloof en een Hoop Liefde, De Nachtzoen en van het wekelijkse programma Ik mis je en Het Vermoeden. Ook werd ze co-presentator bij het programma EO Live (NPO Radio 5). In 2019 vertrok ze bij de EO.
Ze is schrijver van de boeken Hella's Voetsporen (2006) en Troost - Als je iemand mist (2019), Wandelen met Hella (2022) en de Atlas van Verbeelding (2023).
In het najaar van 2019 presenteerde Van der Wijst het programma Ik rouw van jou. Dit programma was te zien bij de christelijke streamingdienst New Faith Network. In dit programma interviewde ze mensen die een dierbare waren verloren. Tijdens de coronapandemie maakte ze een tv-serie vanuit haar huiskamer voor de televisiezender ONS, Met je hart Matinee.
Een tweet van Hella 'waarom er nog geen wandel-naar-je-werkdag' was in Nederland zorgde ervoor dat er sinds 2017 een jaarlijkse Wandeltijdensjewerk dag is.

## Waardering
Voor reportages tijdens de oorlog in Bosnië en reportages over de doodstraf kreeg Van der Wijst het Marga Klompé Stipendium. Voor een documentaire over de doodstraf kreeg ze een nominatie voor de Bronzen Luis.